# 川越博
川越 博（かわごえ ひろし、1911年（明治44年）2月17日 ‐ 1968年（昭和43年）11月9日） は、昭和期の新聞記者、政治家、秘書。衆議院議員。

## 経歴
宮崎県北諸県郡都城町（現都城市）で生まれた。1932年（昭和7年）青山学院高等学部（現青山学院大学）英語師範科を卒業した。
報知新聞社に入社し政治部記者となる。その後、東亜研究所嘱託、日本興亜同盟書記、輿論科学研究所理事、日向青年同志会常任委員などを務めた。
戦後、1946（昭和21年）4月の第22回衆議院議員総選挙に宮崎県全県区から日本協同党公認で出馬して落選したが、甲斐政治の辞職に伴い同年7月に繰上補充となった。1947（昭和22年）4月の第23回総選挙で宮崎県第2区から国民協同党公認で出馬して再選され、衆議院議員に連続2期在任した。この間、国民協同党中央委員、同青年部長、同出版部長などを務め、広報担当として三木武夫の信頼を得た。1949（昭和24年）1月の第24回総選挙に立候補したが落選。以後、第26回（改進党公認）、第27回総選挙（日本民主党公認）に連続して立候補したが落選した。
その後、都城育英会理事、文化放送総務局嘱託などを務め、三木武夫の通商産業大臣秘書官、外務大臣秘書官にも就任した。